# Глинський Василь Львович
Василь Львович Глинський на прізвисько Сліпий Мамай (бл. 1465–1515) — литовсько-руський князь з роду Глинських, державний діяч Великого князівства Литовського та Московського, намісник василішський (1501), слонімський (1505—1506), староста Берестейський (1506—1507) а також підстолій Великого князівства Литовського (1501—1507), батько великої княгині московської Олени, дід першого російського царя, Івана IV Грозного.

## Біографія
Син князя Льва Борисовича Глинського.
В актах литовської метрики згадується з 1482 року. У 1488 році отримав сім ліктів сукна з луцького мита. В цей же період їздив послом в Орду від великого князя литовського Казимира. У 1499 році будучи господарським дворянином отримав привілей не клевецьких людей. З травня 1501 року був намісником Василішським, з вересня 1502 року згадується як великокняжий підстолій. У 1503 році отримав підтвердження на село Заболоття у Василішському повіті, яке йому дісталось від боярина Романа Путятича. У 1504 році отримав маєток Лососину у Слонімському повіті після смерті колишнього великого князя тверського Михайла Борисовича. На початку 1505 року призначений старостою слонімським, у квітні 1506 — старостою берестейським. У січні 1507 року король Сигізмунд І Старий підтвердив за ним уряди старости і ключника берестейського. Займаючи ці посади продовжував залишатись підстолієм.
У 1507—1508 році підтримав повстання свого брата, Михайла Глинського. У 1508 році останній послав Василя взяти Овруч та Житомир, що йому не вдалось зробити. Після поразки повстання, осінню 1508 року перейшов на службу до великого князя московського Івана ІІІ Васильовича. Разом з братом Іваном отримав в Московії маєток Мединь. Литовські володіння Василя Глинського були конфісковані та передані Нарбутовичу і Чорторийському.
У 1509 році кримський хан Менглі-Гірей на прохання князя Глинського послав до нього лікаря для лікування хвороби очей. Помер близько 1515 року, у 1522 році його дружина вже згадується як вдова.

## Сім'я і потомки
Дружина — Анна Якшич, дочка сербського воєводи Стефана Якшича, у 1547 році її звинуватили у підпалі Москви. Діти:
- Юрій Васильович (? —26 червня 1547) — боярин (з 1540 р.), кравчий (з 1536 р.), один з лідерів Думи. Загинув в Успенському соборі під час повстання проти Глинських.
- Іван Васильович (?—1533)
- Михайло Васильович (?—1559) — великокняжий конюший (з 1541 р.), один з лідерів Думи, після невдалої спроби втечі до Литви у 1547 р. відійшов на другі ролі.
- Олена Василівна (1506/07 — 1538) — велика княгиня московська, з 1526 року дружина великого князя Василія ІІІ Івановича.
- Анастасія Василівна
- Марія Василівна — дружина князя Івана Даниловича Хомяка Пенкова.